# Louis-François-Armand de Vignerot du Plessis de Richelieu
Louis-François-Armand de Vignerot du Plessis, duc de Fronsac puis duc de Richelieu, né à Paris le 13 mars 1696 et mort le 8 août 1788 dans la même ville ; prince de Mortagne, marquis du Pont-Courlay, comte de Cosnac, baron de Barbezieux, baron de Cozes et baron de Saujon, maréchal et pair de France, est un gentilhomme et militaire français.

## Biographie
Louis-François-Armand de Vignerot du Plessis est le quatrième enfant et unique fils de Armand-Jean de Vignerot du Plessis (1629-1715), ancien général des galères (1642-1661), petit-neveu du cardinal de Richelieu (1585-1642), et d'Anne-Marguerite d'Acigné. Il était le filleul de Louis XIV et de la duchesse de Bourgogne Marie-Adélaïde de Savoie.

### Les années 1700-1719
Dans sa jeunesse, le futur maréchal de Richelieu se fit connaître par ses duels, qui lui valurent  d'être emprisonné  à la Bastille quatorze mois durant, car le duel était interdit par les différents rois de France (en 1626, le cardinal de Richelieu avait publié un nouvel édit d'interdiction).
En 1711, il noue un premier mariage (voir ci-dessous)
Après avoir fait ses premières armes en 1713, durant la guerre de Succession d'Espagne, aux sièges de Landau et de Fribourg en tant que capitaine dans le régiment Royal cavalerie, il devint colonel du régiment de Richelieu en 1718.
À l'âge de vingt-trois ans, le 20 mars 1719, il retourna à la Bastille, gravement compromis dans la conspiration de Cellamare. Les charges retenues contre lui étaient si lourdes que le régent Philippe d'Orléans déclara : « Si M. de Richelieu avait quatre têtes, j'aurais dans ma poche de quoi les faire couper toutes les quatre... ». Et il aurait ajouté : « Si seulement il en avait une... » avant de le faire libérer sur les instances de sa fille, Mlle de Valois, qui en était follement amoureuse et qui dut, à cette occasion, faire la promesse de renoncer à l'épouser et, en revanche, d'épouser un prince souverain François III Marie, duc de Modène.[citation nécessaire]

### Les années 1720-1739
Il fut élu à l'unanimité à l'Académie française le 25 novembre 1720. Il fit écrire son discours de réception par Fontenelle, Campistron et Destouches. Il aurait exercé une très grande influence au sein de l'Académie, manipulant les élections.
En 1725, grâce à la protection de Jeanne-Agnès Berthelot de Pléneuf, marquise de Prie, maîtresse du duc de Bourbon (Premier ministre en titre après la mort du régent), il fut nommé ambassadeur à Vienne (1725-1729) puis à Dresde, où il se montra habile diplomate. Il fut fait chevalier de l'ordre du Saint-Esprit le 1er janvier 1729 et membre honoraire de l'Académie des sciences en 1731.

En 1734, il noue un deuxième mariage (voir ci-dessous).

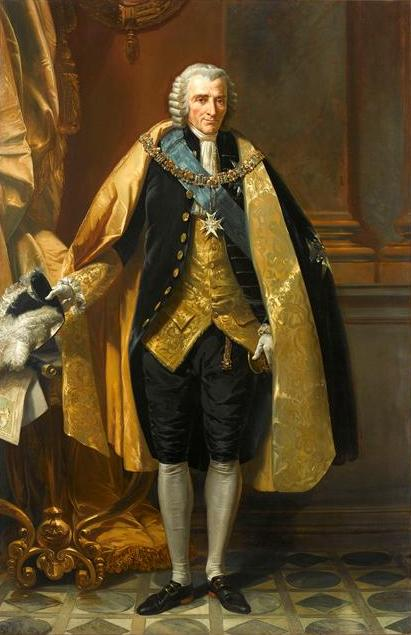
Le Duc de Richelieu à la fin de sa vie. Tableau de Louis-Charles-Auguste Couder, musée de l'Histoire de France.
Il porte le nouveau costume de l'ordre du Saint-Esprit (1777).

### Les années 1740-1755
Il fut commandant en chef du Languedoc de 1738 à 1755. En 1743, à l'âge de quarante-sept ans, il fut nommé premier gentilhomme de la chambre.
Homme de guerre valeureux, il combattit avec distinction dans de nombreuses campagnes entre 1733 et 1758, prenant notamment une part décisive à la victoire de Fontenoy (1745). C'est en effet lui, qui eut l'idée géniale et la direction de la manœuvre qui anéantit la colonne de Cumberland alors que tous, jusqu'au maréchal de Saxe lui-même, s'étaient résolus à la retraite.
En 1746, le maréchal de Richelieu alla dans le cadre d'une mission diplomatique à Dresde afin d'accompagner la dauphine Marie-Josèphe de Saxe à Versailles.
Il fut fait maréchal de France le 11 octobre 1748, puis, le 17 octobre, agrégé au corps des nobles génois, avec faculté de porter les armes de la république.

### Les années 1756-1769
À l'âge de soixante ans, de 1756 à 1763, pendant la guerre de Sept Ans, il prit le commandement de l’armée du Hanovre au cours de laquelle il gagna le surnom de « Petit Père la Maraude ». Le nom de Hanovre fut  donné au pavillon de jardin qu'il fit construire pour son hôtel parisien. C'est également pendant cette guerre, en 1756, qu'aurait été inventée, en son hommage selon la légende, la mayonnaise .
En 1755, il fut nommé gouverneur de la Guyenne où il découvrit et apprécia les vins de Bordeaux, appelés par les esprits moqueurs du temps « la tisane du Maréchal ». Il les introduisit à la Cour qui ne buvait alors que du vin de Bourgogne ou de Champagne. C'est aussi lui, qui dans une volonté de moderniser Bordeaux y ordonna la construction du Grand Théâtre.

### Les années 1770-1788
En 1780, il noue un troisième mariage (voir ci-dessous).

Il meurt le 8 août 1788, à 92 ans, et est inhumé avec ses ancêtres dans la chapelle de la Sorbonne. Son enterrement est annoncé comme suit :

« 11 août 1788 : Louis-François-Armand Duplessis, duc de Richelieu et de Fronsac, pair et premier maréchal de France, chevalier des ordres du roi, connétable, premier gentilhomme de la Chambre de Sa Majesté, son lieutenant général, gouverneur de la Haute et Basse Guyenne, noble génois, l'un des XL de l'Académie française, âgé de plus de 92 ans, décédé rue Neuve-Saint-Augustin, présenté à Saint-Roch et transporté à la Sorbonne. »

## Train de vie, liaisons, mariages

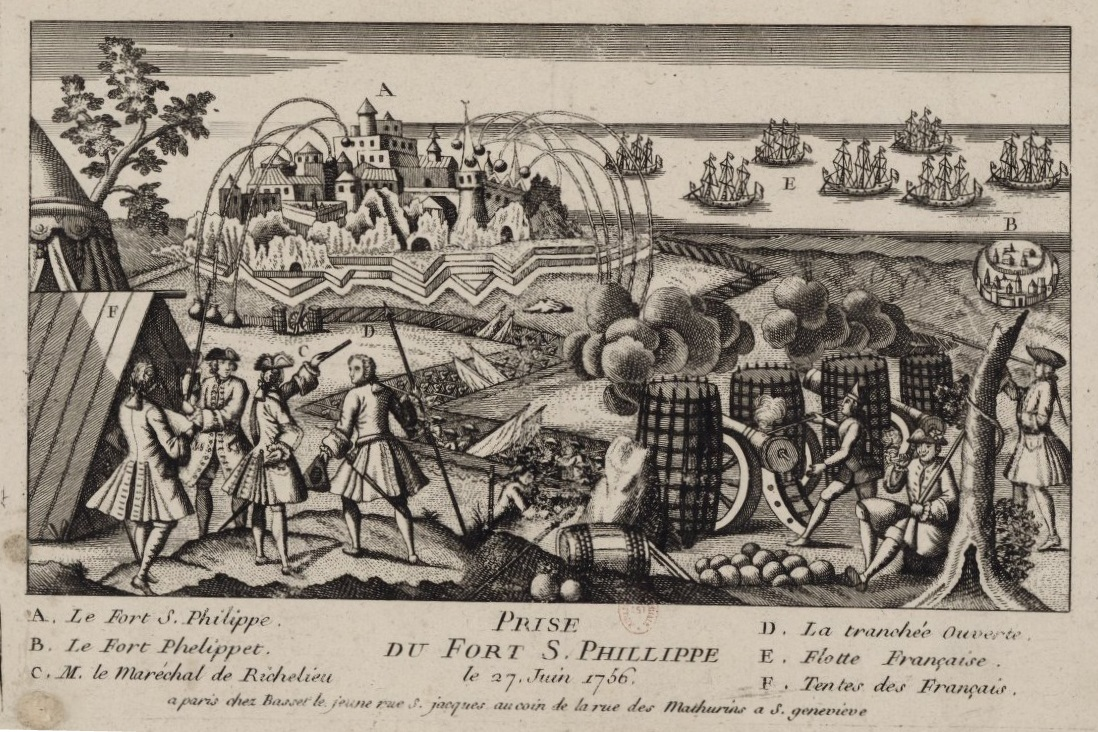
Le siège du fort Saint-Philippe, lors de l'expédition de Minorque, est mené par le maréchal de Richelieu (1756).

Brillant courtisan, il exerça une grande influence sur Louis XV, jusqu'à ce que Madame de Pompadour, offensée par son refus de marier son fils, le duc de Fronsac, à sa fille, Mlle d'Étiolles, l'éloigne du Roi sans parvenir pour autant à le priver de tout crédit.
Mécène généreux mais endetté toute sa vie de par son train de vie somptueux, libertin, il fut l'ami de Voltaire, qu'il reçut souvent dans ses résidences de Paris, Versailles et Fontainebleau. Gastronome, il a laissé son nom à un plat, le « boudin à la Richelieu », boudin blanc truffé servi avec des amandes.
On lui prête une brève liaison avec Marie-Louise-Élisabeth d'Orléans, duchesse de Berry, jeune veuve licencieuse à la réputation de Messaline. Parmi ses autres conquêtes féminines, on peut citer la marquise du Châtelet en 1733, la baronne Claudine Guérin de Tencin avec qui il entretint une longue correspondance, Charlotte-Aglaé d'Orléans (fille de Philippe d'Orléans régent de France) et Jeanne Du Barry quand elle était demi-mondaine à Paris (il n'est d'ailleurs pas impossible qu'il eut « testé », pour ainsi dire, la future maîtresse royale). Il aurait été proche, après 1746, de la princesse de Rohan Marie-Sophie de Courcillon.
Il se maria trois fois : 
- le 12 février 1711 avec Anne-Catherine de Noailles, « Mademoiselle de Noailles » (1694-1716), fille du marquis de Noailles ;
- le 7 avril 1734 avec Élisabeth Sophie de Lorraine (1710-1740) dont il eut deux enfants :
  - Antoine (1736-1791), duc de Fronsac,
  - Jeanne-Sophie (1740-1773), future comtesse Casimir Pignatelli comte de Braine et d'Egmont, duc de Bisaccia, prince de Gavre ;
- le 13 février 1780, à 84 ans, avec Jeanne de Lavaulx (1734-1815), veuve de Rothe, sa cadette de 38 ans. Le mariage, célébré dans la chapelle de l'hôtel Richelieu (ancien hôtel d'Antin, rue Neuve-Saint-Augustin), fut suivi d'un bal dans le « pavillon de Hanovre, illuminé toute la nuit », et d'un « feu d'artifice tiré dans le jardin devant une foule de curieux qui stationnaient sur les boulevards[9] ».

## Mémoires apocryphes et authentiques
- De 1790 à 1793, paraissent les Mémoires du maréchal duc de Richelieu. La propagande révolutionnaire les fait passer pour vrais et authentiques alors qu'ils sont apocryphes. Ils sont publiés par l'abbé Giraud-Soulavie[10]. La propagande révolutionnaire tentait ainsi de faire passer le maréchal de Richelieu pour un personnage débauché et licencieux, tout en discréditant la monarchie. La fausseté de ces Mémoires, sur la forme comme sur le fond, a été démontrée par Arthur-Michel de Boislile, dans la préface de la publication des Mémoires authentiques du maréchal de Richelieu, en 1869 (voir ci-dessous).

- Un autre livre, Vie privée du maréchal de Richelieu, paraît en 1791. L'auteur reste inconnu ; on a pensé à Jean-Benjamin de La Borde, premier valet de Louis XV, et à Louis-François Faur[10].

- Des papiers rédigés par le maréchal, retrouvés dans les archives de la famille en 1868, furent publiés en 1869 sous le titre de Mémoires authentiques du maréchal de Richelieu. Arthur-Michel de Boislile, auteur de la préface de la publication de 1869, et Élisabeth Porquerol, sont convaincus que l'auteur de la Vie privée du maréchal de Richelieu a eu accès à ces papiers[10].

## Portrait littéraire
Dans Chroniques de la Régence, Alexandre Dumas dresse de lui un portrait sur plusieurs pages. Il raconte notamment :
« Quoi qu'il en fût de la cause de cette arrestation, le fait n'en était pas moins un grand événement pour les femmes ; le duc de Richelieu semblait être leur chose à elle : en leur prenant le duc, on leur prenait un bien qui leur appartenait ».
Un contemporain, Félix de France d'Hézecques, évoque le maréchal de Richelieu dans Souvenirs d’un page de la cour de Louis XVI.

## Audiovisuel

### Télévision
- Ce diable d'homme, mini-série française (1978) dans laquelle figure Richelieu, interprété par Georges Descrières.
- Les Aventures du jeune Voltaire, mini-série française (2021) dans laquelle figure Richelieu, interprété par Victor Meutelet.

### Films
- Jeanne du Barry (2023), film franco-belgo-britannique de Maïwenn, dans lequel Richelieu est interprété par Pierre Richard[13].